# Szurkos rabszolgahangya

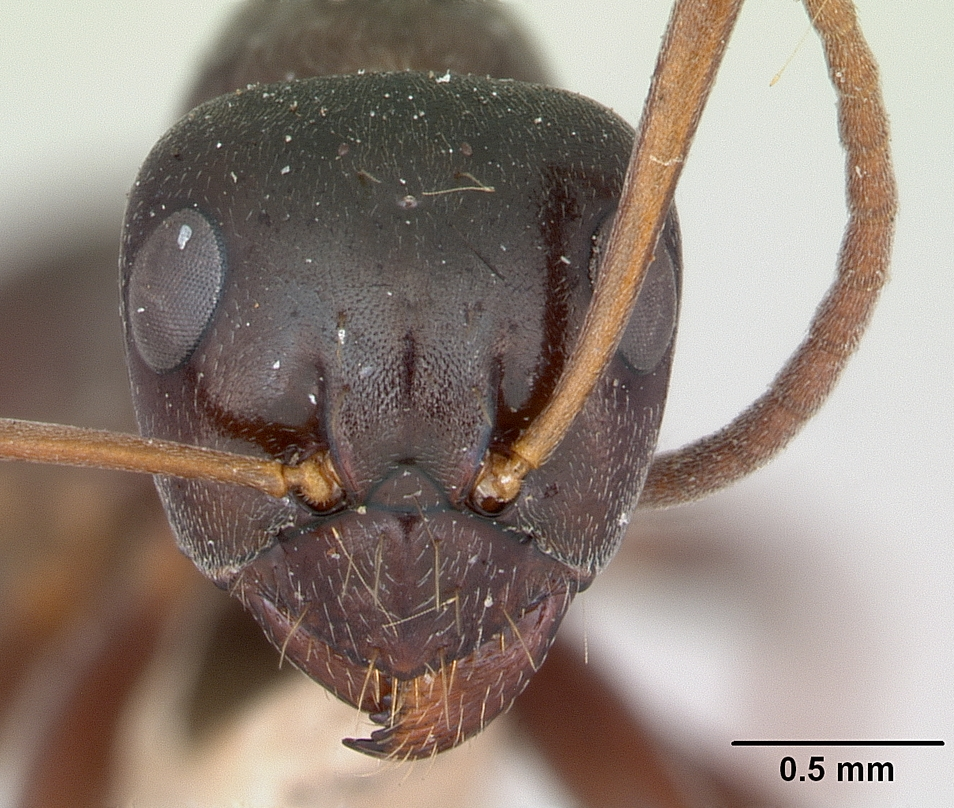
Egy dolgozó feje szemből

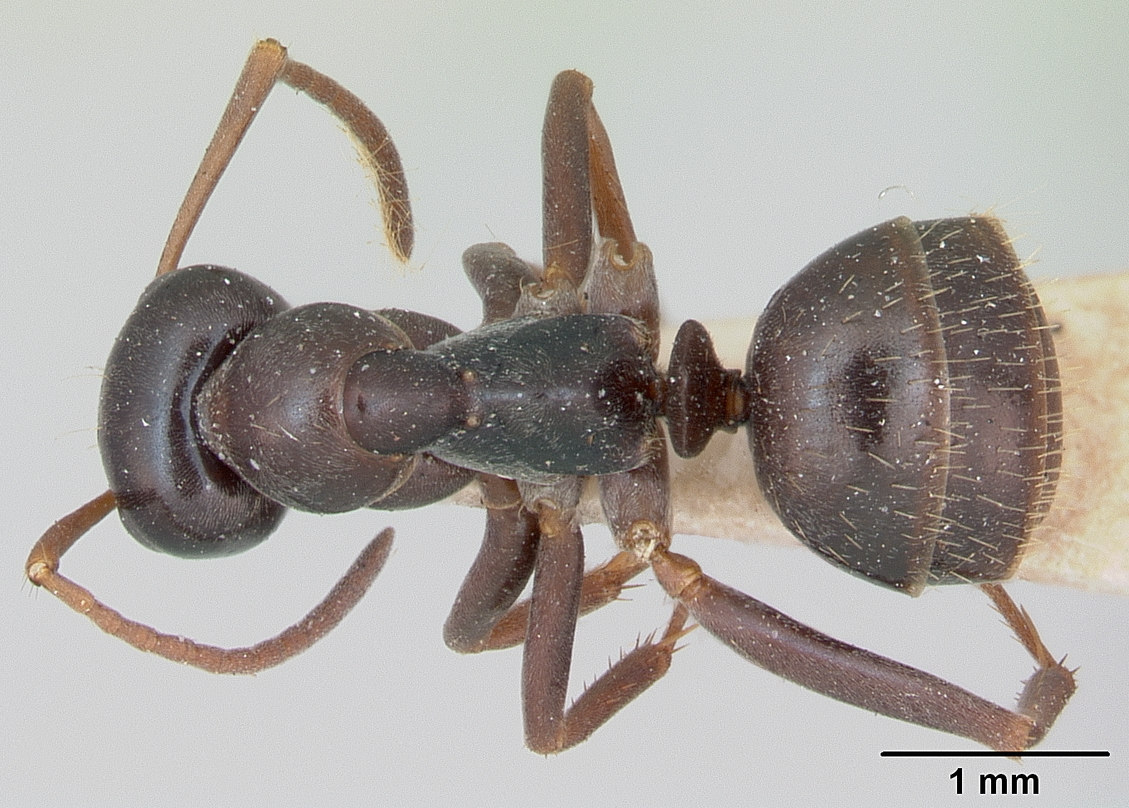
Dolgozója felülnézetben

A szurkos rabszolgahangya (Formica gagates) a hangyák (Formicidae) vöröshangyaformák (Formicinae) alcsaládjában a névadó vöröshangya (Formica) nem rabszolgahangya (Serviformica) alnemének egyik faja.

## Származása, elterjedése
Közép- és Dél-Európától, az Ural-folyóig, a Kaukázusig és Kis-Ázsiáig él (Lőrinczi).

## Megjelenése, felépítése
A királynők hossza mintegy 10 mm, a dolgozóké többnyire 5–6 mm, de ennél akár 2 mm-rel nagyobbak vagy kisebbek is lehetnek. Ezek alakjuk azonban nem különbözik, tehát csak egy dolgozó kasztja van.
Kitinje fényes fekete. A királynők és a dolgozók is gömbölydedek.
Rágói erősek; az ezekkel okozott sebekbe a potrohából hangyasavat fecskendez (Hangyafarm).

## Életmódja, élőhelye
Főleg mézharmaton és rovarokon él. Melegkedvelő. Kedvenc élőhelyei a szárazabb, nyíltabb elegyes lomberdők és ezek szegélyei. Nedvesebb erdőtalajban lehetőleg kövek vagy farönkök alá rakja (vagy a farönkökből rágja ki) többkirálynős fészkeit, ritkábban fészekdombot épít. Nagy területről gyűjti táplálékát. Tápterületét (beleértve a fákon lévő levéltetű-kolóniáikat) más hangyafajoktól védelmezi (Lőrinczi).
Rabszolgafaj, a rabszolgatartó valódi vöröshangya, azaz Formica (Formica) fajok és az óriás amazonhangya (Polyergus rufescens) egyik kedvence (Hangyafarm).
Aktív időszakában az optimális hőmérséklete 21–26°C, a pihenőidőben (novembertől márciusig) 5–8°C; a relatív páratartalom 50–60 %. A természetben gyakran alakít ki saját, forgalmas útvonalakat a bolytól a táplálékforrásokig. (Hangyafarm).

### Szaporodása
Június közepe és augusztus vége között repül (Lőrinczi).
Az új kolóniát a királynő önállóan alapítja, és az első évben 20–40 dolgozót nevel. A kolónia a második évben elérheti el a 100 dolgozós létszámot. A kifejlett boly több ezer dolgozót számlálhat, akár tízezer fölött is. A dolgozók bábgubóból kelnek ki, a petéből a dolgozó a hőmérséklettől és a tápláléktól függően 4–6 hét alatt fejlődik ki (Hangyafarm).